# Sebastià Taltavull i Anglada

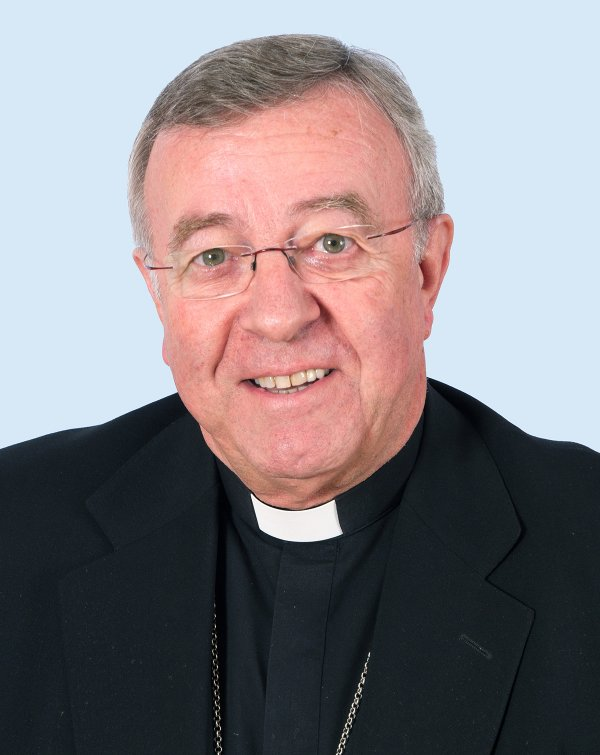
Bischof Sebastià Taltavull im November 2016

Sebastià Taltavull i Anglada (* 28. Januar 1948 in Ciutadella, Spanien) ist ein spanischer Geistlicher und römisch-katholischer Bischof von Mallorca.

## Leben
Sebastià Taltavull i Anglada empfing am 23. September 1972 durch Bischof Miguel Moncadas Noguera das Sakrament der Priesterweihe für das Bistum Menorca. Taltavull Anglada erwarb ein Lizenziat im Fach Katholische Theologie. Von 1972 bis 1984 war er Direktor des Exerzitienhauses Monte-Toro im Bistum Menorca. Zudem war er Diözesanjugendseelsorger. 1984 wurde Sebastià Taltavull i Anglada Pfarrer der Pfarrei San Rafael in Ciutadella. Von 1989 bis 2002 war er Generalvikar des Bistums Menorca. 2002 wurde Taltavull Anglada Pönitentiar an der Kathedrale Santa Maria de Ciutadella.
Am 28. Januar 2009 ernannte ihn Papst Benedikt XVI. zum Titularbischof von Gabii und bestellte ihn zum Weihbischof in Barcelona. Der Erzbischof von Barcelona, Lluís Kardinal Martínez Sistach, spendete ihm am 21. März desselben Jahres die Bischofsweihe; Mitkonsekratoren waren der Bischof von Lleida, Juan Piris Frígola, und der Apostolische Nuntius in Spanien, Erzbischof Manuel Monteiro de Castro.
Papst Franziskus ernannte ihn am 8. September 2016 zusätzlich für die Zeit der Sedisvakanz zum Apostolischen Administrator des Bistums Mallorca. Am 19. September 2017 wurde er zum Diözesanbischof von Mallorca ernannt. Die Amtseinführung fand am 25. November desselben Jahres statt.
Bereits am 5. Januar 2021 ließ er sich regelwidrig eine Corona-Schutzimpfung verabreichen, was eine öffentliche Kontroverse auslöste. Daraufhin entschuldigte er sich für sein Verhalten – um das Vakzin frühzeitig zu erhalten, meldete er sich nämlich kurz vor dem Impftermin in einem Ruhesitz für pensionierte Priester an.